# Madagasoeuopsis longipes
Madagasoeuopsis longipes is een keversoort uit de familie bladrolkevers (Attelabidae). De wetenschappelijke naam van de soort werd in 1922 gepubliceerd door Hustache.